# Partei der sozialen Gerechtigkeit
Die Partei der sozialen Gerechtigkeit (russisch Па́ртия социа́льной справедли́вости / Partija sozialnoj sprawedliwosti) war eine sozialkonservative politische Partei in Russland, die von 2002 bis 2008 bestand. 

## Parteigeschichte
Die Partei galt als loyal gegenüber der Politik Wladimir Putins sowie der regierungstreuen Partei Einiges Russland. Sie entstand im Jahre 2002 und nahm im darauffolgenden Jahr an den Wahlen zur russischen Staatsduma im Wahlblock mit der Russischen Partei der Pensionäre teil. Dabei verfehlte sie jedoch die Fünfprozenthürde. Bei den Wahlen 2007 trat die Partei erstmals selbstständig an, konnte jedoch wieder nicht in die Staatsduma einziehen. Aufgrund der anhaltenden Erfolglosigkeit trat die Partei 2008 der größeren Partei Gerechtes Russland bei, die auch in der russischen Staatsduma vertreten ist.

## Vorsitzender
Der Parteivorsitzende war über die gesamte Zeit des Bestehens der Geschichtsprofessor Alexei Podberjoskin, der bereits bei den Präsidentschaftswahlen 2000 kandidierte, damals jedoch nur 0,13 % der Wählerstimmen erhielt.